# Armoriale di Casa d'Este
Questo articolo presenta gli stemmi adottati nel corso del tempo dalla famiglia d'Este e d'Austria-Este.

## La casa d'Este
| Stemma | Nome del principe e blasonatura |
| ------ | --- |
|        | Dal 1239 al 1431: D'azzurro, all'aquila d'argento, rostrata, (linguata), membrata, armata e coronata d'oro. |
|        | Niccolò III d'Este (9 novembre 1383 - 26 dicembre 1441), marchese di Ferrara, di Modena e di Reggio (1393-1441). Dal 1431 per concessione di re Carlo VII di Francia: Inquartato: nel primo e nel quarto, d'azzurro, a tre gigli d'oro, 2, 1, alla bordura dentata di rosso e d'oro; nel secondo e nel terzo, d'azzurro, all'aquila d'argento, rostrata, (linguata), membrata, armata e coronata d'oro. alias Inquartato: nel primo e nel quarto, d'azzurro, all'aquila d'argento, rostrata, (linguata), membrata, armata e coronata d'oro; nel secondo e nel terzo, d'azzurro, a tre gigli d'oro, 2, 1, alla bordura dentata di rosso e d'oro. |
|        | Borso d'Este (1413 - 20 agosto 1471), duca di Ferrara, di Modena e di Reggio (1450-1471). Dal 18 maggio 1452, per concessione dell'imperatore Federico III del titolo ducale di Modena e di Reggio: Inquartato: nel primo e nel quarto, d'oro, all'aquila bicipite di nero, membrata, rostrata e linguata di rosso, alla corona imperiale in capo del campo; nel secondo e nel terzo, d'azzurro, a tre gigli d'oro, 2, 1, alla bordura dentata di rosso e d'oro; sul tutto, d'azzurro, all'aquila d'argento, rostrata, (linguata), membrata, armata e coronata d'oro. Dal 1471, per concessione di papa Paolo II del titolo di duca e di vicario pontificio di Ferrara: Inquartato: nel primo e nel quarto, d'oro, all'aquila bicipite di nero, membrata, rostrata e linguata di rosso, alla corona imperiale in capo del campo; nel secondo e nel terzo, d'azzurro, a tre gigli d'oro, 2, 1, alla bordura dentata di rosso e d'oro; sul tutto, d'azzurro, all'aquila d'argento, rostrata, (linguata), membrata, armata e coronata d'oro. Al capo di rosso, a due chiavi decussate, quella a destra d'oro, quella a sinistra d'argento, legate d'azzurro. |
|        | Ercole I d'Este (26 ottobre 1431-15 giugno 1505), duca di Ferrara, di Modena e di Reggio (1471-1505): Inquartato: nel primo e nel quarto, d'oro, all'aquila bicipite di nero, membrata, rostrata e linguata di rosso, alla corona imperiale in capo del campo; nel secondo e nel terzo, d'azzurro, a tre gigli d'oro, 2, 1, alla bordura dentata di rosso e d'oro; al palo di rosso, a due chiavi decussate, quella a destra d'oro, quella a sinistra d'argento, legate d'azzurro; sul tutto, d'azzurro, all'aquila d'argento, rostrata, (linguata), membrata, armata e coronata d'oro. Portato in seguito da: - Alfonso I d'Este (1476 † 1534), duca di Ferrara, di Modena e di Reggio (1505-1534), suo figlio |
|        | Ercole II d'Este (5 aprile 1508-3 ottobre 1559), duca di Ferrara, di Modena e di Reggio (1534-1559): Inquartato: nel primo e nel quarto, d'oro, all'aquila bicipite di nero, membrata, rostrata e linguata di rosso, alla corona imperiale in capo del campo; nel secondo e nel terzo, d'azzurro, a tre gigli d'oro, 2, 1, alla bordura dentata di rosso e d'oro; al palo di rosso, a due chiavi decussate, quella a destra d'oro, quella a sinistra d'argento, legate d'azzurro, timbrate dal triregno papale, al naturale; sul tutto, d'azzurro, all'aquila d'argento, rostrata, (linguata), membrata e coronata d'oro. Portato in seguito da: - Alfonso II d'Este (1533 † 1597), duca di Ferrara, di Modena e di Reggio (1559-1597), suo figlio - Cesare d'Este (1561 † 1628), duca di Modena e di Reggio (1597-1628) - Alfonso III d'Este (1591 † 1644), duca di Modena e di Reggio (1628-1629) - Francesco I d'Este (1610 † 1658), duca di Modena e di Reggio (1629-1658) - Alfonso IV d'Este (1634 † 1662), duca di Modena e di Reggio (1658-1662) - Francesco II d'Este (1660 † 1694), duca di Modena e di Reggio (1662-1694) - Rinaldo III d'Este (1655 † 1737), duca di Modena e di Reggio (1694-1737) - Francesco III d'Este (1698 † 1780), duca di Modena e di Reggio (1737-1780) |
|        | Ercole III d'Este (22 novembre 1727-14 ottobre 1803), duca di Modena e di Reggio (1780-1796). Dal 1741 (a partire dal suo matrimonio con Maria Teresa Cybo-Malaspina che gli porterà il Principato di Massa e Carrara): Inquartato: nel primo e nel quarto, d'oro, all'aquila bicipite di nero, membrata, rostrata e linguata di rosso, alla corona imperiale in capo del campo; nel secondo e nel terzo, d'azzurro, a tre gigli d'oro, 2, 1, alla bordura dentata di rosso e d'oro; al palo di rosso, a due chiavi decussate, quella a destra d'oro, quella a sinistra d'argento, legate d'azzurro [alias: timbrate dal triregno papale, al naturale], caricato da una banda abbassata, scaccata, d'argento e di nero [alias: d'azzurro] (di Cybo-Malaspina); sul tutto, d'azzurro, all'aquila d'argento, rostrata, (linguata), membrata e coronata d'oro. |

## Membri femminili della casa d'Este
| Stemma | Nome della principessa e blasonatura |
| ------ | --- |
|        | Isabella d'Este (18 maggio 1474-13 febbraio 1539), figlia di Ercole I d'Este e Eleonora d'Aragona, dal 1490, marchesa consorte di Mantova: Partito: nel primo, d'argento, alla croce patente di rosso, accantonata da quattro aquile di nero, rostrate di rosso, col volo abbassato; sul tutto, inquartato, a) e d), di rosso, al leone d'argento, con la coda biforcuta, armata e lampassata d'oro, coronato e collarinato dello stesso (del Regno di Boemia); b) e c), fasciato d'oro e di nero (di Gonzaga antico); nel secondo, inquartato, a) e b), d'azzurro, a tre gigli d'oro, 2, 1, con la bordura dentata di rosso e d'oro; b) e c), d'azzurro, all'aquila d'argento, rostrata, (linguata), membrata e coronata d'oro (d'Este). |
|        | Beatrice d'Este (29 giugno 1475 – 2 gennaio 1497), figlia di Ercole I d'Este e di Eleonora d'Aragona, dal 1491, duchessa consorte di Milano Partito: il primo inquartato, a) e b), d'oro all’aquila spiegata di nero, rostrata, linguata e membrata di rosso, coronata all’antica del campo (dell’Impero); c) e d) d’argento, al biscione d’azzurro, ondeggiante in palo, coronato all’antica d'oro, ingollante un punto ignudo di carnagione, posto in maestà, le braccia aperte (dei Visconti); il secondo, inquartato, a) e b), d'azzurro, a tre gigli d'oro, 2, 1, con la bordura dentata di rosso e d'oro; c) e d), d'azzurro, all'aquila d'argento, rostrata, linguata), membrata e coronata d'oro (d'Este). |
|        | Anna d'Este (16 novembre 1531 – 15 maggio 1607), figlia di Ercole II d'Este e Renata di Francia, duchessa di Montargis e contessa di Gisors, dal 1548, duchessa consorte d'Aumale, poi, dal 1550, duchessa consorte di Guisa, dal 1566 duchessa consorte di Nemours. fino al 1548: écartelé, en 1 d'azur aux trois fleurs de lys d'or, en 2 contre-écartelé, en a et d d'or, à l'aigle bicéphale de sable, membrée, becquée et liée de gueules et en b et c d'azur, à trois fleurs de lys d'or, à la bordure endentée de gueules et d'or, sur le tout d'azur, à l'aigle d'argent, becquée, languée et couronnée d'or. dal 1550: Parti: I, coupé et parti en 3, au premier fascé de gueules et d'argent, au second d'azur semé de lys d'or et au lambel de gueules, au troisième d'argent à la croix potencée d'or, cantonnée de quatre croisettes du même, au quatrième d'or aux quatre pals de gueules au cinquième parti d'azur semé de lys d'or et à la bourdure de gueules, au sixième d'azur au lion contourné d'or, armé, lampassé et couronné de gueules, au septième d'or au lion de sable armé et lampassé de gueules, au huitième d'azur semé de croisettes d'or et aux deux bar d'or. Sur le tout d'or à la bande de gueules chargé de trois alérions d'argent le tout brisé d'un lambel de gueules; et II, écartelé, en 1 d'azur aux trois fleurs de lys d'or, en 2 contre-écartelé, en a et d d'or, à l'aigle bicéphale de sable, membrée, becquée et liée de gueules et en b et c d'azur, à trois fleurs de lys d'or, à la bordure endentée de gueules et d'or, sur le tout d'azur, à l'aigle d'argent, becquée, languée et couronnée d'or. |
|        | Maria Beatrice d'Este (5 ottobre 1658 – 7 maggio 1718), figlia di Alfonso IV d'Este et Laura Martinozzi, dal 1673, regina consorte d'Inghilterra e di Scozia. Parti: ecartelé, en I et IV contre-écartelé: en 1 et 4 d'azur aux trois fleurs de lys d'or (di Francia moderna) et en 2 et 3 de gueules aux trois léopards d'or (d'Inghilterra moderna); en II d'or, au lion de gueules, au double trescheur fleuronné et contre-fleuronné du même (di Scozia) et en III d'azur, à la harpe d'or, cordée d'argent (d'Irlanda); et II, écartelé, en 1 et 4 d'or, à l'aigle bicéphale de sable, membrée, becquée et liée de gueules et en 2 et 3 d'azur, à trois fleurs de lys d'or, à la bordure endentée de gueules et d'or, au pal de gueules aux deux clefs l'une d'argent l'autre d'or posées en sautoir et liées d'azur accompagné en chef d'une tiare cerclée et croisetée d'or ; sur le tout d'azur, à l'aigle d'argent, becquée, languée et couronnée d'or. Parti: ecartelé, en I et IV contre-écartelé: en 1 et 4 d'azur aux trois fleurs de lys d'or (di Francia moderna) et en 2 et 3 de gueules aux trois léopards d'or (d'Inghilterra moderna); en II d'or, au lion de gueules, au double trescheur fleuronné et contre-fleuronné du même (di Scozia) et en III d'azur, à la harpe d'or, cordée d'argent (d'Irlanda); et II, d'azur, à l'aigle d'argent, becquée, languée et couronnée d'or. |
|        | Maria Teresa Felicita d'Este (6 ottobre 1726 – 30 aprile 1754), figlia di Francesco III d'Este e Carlotta Aglae d'Orléans, dal 1744, duchessa di Penthièvre. Parti: d'azur au trois fleurs de lys d'or et au baton péri de gueules; et II, écartelé, en 1 et 4 d'or, à l'aigle bicéphale de sable, membrée, becquée et liée de gueules et en 2 et 3 d'azur, à trois fleurs de lys d'or, à la bordure endentée de gueules et d'or, au pal de gueules aux deux clefs l'une d'argent l'autre d'or posées en sautoir et liées d'azur accompagné en chef d'une tiare cerclée et croisetée d'or ; sur le tout d'azur, à l'aigle d'argent, becquée, languée et couronnée d'or. |
|        | Maria Fortunata d'Este (24 novembre 1731 – 21 settembre 1803), figlia di Francesco III d'Este e Carlotta Aglae d'Orléans, dal 1759, contessa della Marche, poi, dal 1776, principessa di Conti. Parti: d'azur au trois fleurs de lys d'or et au baton de gueules péri en bande et à la bourdure de gueules; et II, écartelé, en 1 et 4 d'or, à l'aigle bicéphale de sable, membrée, becquée et liée de gueules et en 2 et 3 d'azur, à trois fleurs de lys d'or, à la bordure endentée de gueules et d'or, au pal de gueules aux deux clefs l'une d'argent l'autre d'or posées en sautoir et liées d'azur accompagné en chef d'une tiare cerclée et croisetée d'or ; sur le tout d'azur, à l'aigle d'argent, becquée, languée et couronnée d'or. |
|        | Maria Beatrice Ricciarda d'Este (7 aprile 1750 – 14 novembre 1829), figlia di Ercole III d'Este e Maria Teresa Cybo-Malaspina duchessa di Massa e di Carrara, principessa di Modena, dal 1790, duchessa di Massa e di Carrara. |

## Ramo cadetto d'Este-San Martino
| Stemma | Nome del principe e blasonatura |
| ------ | --- |
|        | Sigismondo d'Este (1433-1507), Signore di San Martino in Rio, figlio di Niccolò III d'Este. écartelé, en 1 et 4 d'argent (d'or), à l'aigle bicéphale de sable, membrée, becquée et liée de gueules et en 2 et 3 d'azur, à trois fleurs de lys d'or, à la bordure endentée de gueules et d'or, sur le tout d'azur, à l'aigle d'argent, becquée, languée et couronnée d'or à la bourdure d'or |

| Stemma | Nome del principe e blasonatura |
| ------ | --- |
|        | Dal 1570 con il matrimonio di Filippo I d'Este (1537-1592), Marchese di San Martino in Rio, figlio di Sigismondo II d'Este, con Maria di Savoia. écartelé, en 1 et 4 d'argent (d'or), à l'aigle bicéphale de sable, membrée, becquée et liée de gueules et en 2 et 3 d'azur, à trois fleurs de lys d'or, à la bordure endentée de gueules et d'or, sur le tout d'azur, à l'aigle d'argent, becquée, languée et couronnée d'or; sur-le-tout-du-tout de gueules à la croix d'argent. |

## La casa d'Austria-Este
| Stemma | Nome del principe e blasonatura |
| ------ | --- |
|        | Ferdinando d'Asburgo-Lorena (1º giugno 1754 – 24 dicembre 1806), arciduca d'Austria, ducato di Brisgovia e Ortenau e duca titolare di Modena e di Reggio (1803-1806). écartelé en 1 parti fascé d'argent et de gueules de huit pièces et de gueules à la croix patriarcale d'argent sur une colline de sinople, en 2 de gueules au lion d'argent à la queue fourchée passée en sautoir, couronné, armé et lampassé d'or, en 3 bandé d'or et d'azur à la bordure de gueules et en 4 d'or à six tourteaux mis en orle, cinq de gueules, celui en chef d'azur chargé de trois fleurs de lis d'or, sur le tout: 1, de gueules à la fasce d'argent et d'or à la bande de gueules chargé de trois alérions d'argent; 2, d'azur, à l'aigle d'argent, becquée, languée et couronnée d'or |
|        | Francesco IV d'Asburgo-Este (6 ottobre 1779 – 21 gennaio 1846), arciduca d'Austria-Este, e duca di Modena e di Reggio (1814-1846). écartelé en 1 parti fascé d'argent et de gueules de huit pièces et de gueules à la croix patriarcale d'argent sur une colline de sinople, en 2 de gueules au lion d'argent à la queue fourchée passée en sautoir, couronné, armé et lampassé d'or, en 3 bandé d'or et d'azur à la bordure de gueules et en 4 d'or à six tourteaux mis en orle, cinq de gueules, celui en chef d'azur chargé de trois fleurs de lis d'or, sur le tout parti de gueules à la fasce d'argent et d'or à la bande de gueules chargé de trois alérions d'argent, enté en pointe d'azur, à l'aigle d'argent, becquée, languée et couronnée d'or |
|        | Francesco V d'Asburgo-Este (1º giugno 1819 – 20 novembre 1875), arciduca d'Austria-Este, e duca di Modena e di Reggio (1846-1859). écartelé en 1 parti fascé d'argent et de gueules de huit pièces et de gueules à la croix patriarcale d'argent sur une colline de sinople, en 2 de gueules au lion d'argent à la queue fourchée passée en sautoir, couronné, armé et lampassé d'or, en 3 parti d'argent, à la guivre d'azur, couronnée d'or, issante de gueules et d'azur, au léopard ailé d'or, tenant de ses pattes avant un livre ouvert d'argent, portant les texte "PAX TIBI MARCE EVANGELISTA MEUS" et une terrasse sinople et en 4 parti d'azur, à la fasce cousue de gueules, accompagnée en chef d'un corbeau de sable et en pointe de trois couronnes d'or et de Lodomérie, sur le tout parti de gueules à la fasce d'argent et d'or à la bande de gueules chargé de trois alérions d'argent, enté en pointe d'azur, à l'aigle d'argent, becquée, languée et couronnée d'or |
|        | Francesco Ferdinando d'Asburgo-Este (18 dicembre 1863 – 28 giugno 1914), arciduca d'Austria-Este écartelé en 1 parti fascé d'argent et de gueules de huit pièces et de gueules à la croix patriarcale d'argent sur une colline de sinople, en 2 de gueules au lion d'argent à la queue fourchée passée en sautoir, couronné, armé et lampassé d'or, en 3 parti d'azur, à la fasce cousue de gueules, accompagnée en chef d'un corbeau de sable et en pointe de trois couronnes d'or et de Lodomérie et en 4 d'azur, à cinq aigles d'or (2, 2 et 1), becquées, languées et membrées de gueules, sur le tout parti de gueules à la fasce d'argent et d'or à la bande de gueules chargé de trois alérions d'argent, enté en pointe d'azur, à l'aigle d'argent, becquée, languée et couronnée d'or |
|        | Roberto d'Asburgo-Este (8 febbraio 1915 – 7 febbraio 1996), arciduca d'Austria-Este. parti de gueules à la fasce d'argent et d'or à la bande de gueules chargé de trois alérions d'argent, enté en pointe d'azur, à l'aigle d'argent, becquée, languée et couronnée d'or |